# 霍普蘭 (加利福尼亞州)
霍普蘭（英語：Hopland）是位於美國加利福尼亞州門多西諾縣的一個人口普查指定地區。

## 地理
霍普蘭的座標為38°58′23″N 123°06′59″W / 38.97306°N 123.11639°W，而該地最高點為海拔高度153米（即502英尺）。

## 人口
根據2010年美國人口普查的數據，霍普蘭的面積為9.254平方千米，當中陸地面積為9.129平方千米，而水域面積為0.125平方千米。當地共有人口756人，而人口密度為每平方千米81人。